# Siliștea (okręg Gałacz)
Siliștea – wieś w Rumunii, w okręgu Gałacz, w gminie Umbrărești. W 2011 roku liczyła 320 mieszkańców.